# أي كوباياشي
أي كوباياشي (بالكانا:こばやし あい) هي ممثلة يابانية، ولدت في 25 مايو 1973 في اليابان.

## وصلات خارجية
- أي كوباياشي على موقع IMDb (الإنجليزية)
- أي كوباياشي على موقع قاعدة بيانات الفيلم (الإنجليزية)
- أي كوباياشي على موقع ANN person (الإنجليزية)